# Nepomuceno Matallana
Buenaventura Nepomuceno Matallana (Chiquinquirá o Caldas, Boyacá, agosto de 1891-Bogotá, 24 de enero de 1960), conocido  como el Doctor Mata y El tinterillo asesino, fue un asesino en serie y criminal colombiano. Su vida delictiva comenzó en la década de 1910 con la conformación de una banda criminal que cometió multitud de asaltos hasta mediados de 1924. De ahí en adelante cometió otra serie de infracciones y crímenes, por lo cual fue acusado de 35 asesinatos.
Matallana fue acusado, juzgado y condenado en 1949 a 24 años de prisión por el asesinato del comerciante Alfredo Forero Vanegas, aunque se sospechaba que también era el autor de varios asesinatos y desapariciones de personas a quienes engañaba haciéndose pasar por abogado para que le firmaran poderes amplios sobre sus propiedades con el pretexto de grandes negocios, después de lo cual desaparecían o eran encontrados muertos.
Cuando se estableció en la ciudad de Bogotá creó una gabinete de abogados, en todo el centro de la capital. Durante su permanencia en la ciudad ganó cierta notoriedad en la sociedad de Bogotá. Su caso tuvo gran repercusión en los medios y la opinión pública de Colombia, incluso fue comparado con otros asesinos en serie como Henri Désiré Landru y Jack el Destripador.

## Juicio y condena
Su proceso, alargado y dificultado por las argucias del acusado experto leguleyo y por la debilidad de los organismos de investigación, causó gran sensación y expectativa en la sociedad colombiana. El juez tuvo que solicitar en préstamo un teatro para realizar las audiencias por la gran afluencia de público. Gabriel García Márquez en una de sus crónicas señaló que "...las audiencias públicas que se adelantan en Bogotá para juzgar a Nepomuceno Matallana, el célebre doctor Mata, están haciendo la competencia a El derecho de nacer", refiriéndose a la radionovela que en ese momento tenía la más alta sintonía nacional.
Durante su juicio se fugó dos veces, una de ellas durante los disturbios del 9 de abril de 1948. Sobre los eventos que se le imputaron, Matallana jamás aceptó responsabilidad. El veredicto del jurado fue condenatorio, por unanimidad, a la pena máxima de 24 años según lo vigente en ese momento en Colombia. En las mismas condiciones fue condenado Hipólito Herrera, su cómplice activo en el asesinato de Forero y quien confesó el sitio en que habían enterrado el cuerpo de Forero a cambio de un caldo de gallina. Sin embargo, mientras cumplía la sentencia en la cárcel el Panóptico, en Tunja, se declaró la nulidad en el juicio debido a fallas en el procedimiento y al final de la década de los cincuenta, se inició la segunda audiencia pública contra Matallana por el "crimen de Calderitas" como llamaba la prensa al asesinato de Forero por el lugar (el páramo de Calderitas) en que ocurrió.

## Muerte
El 24 de enero de 1960, Matallana falleció en la enfermería de la recién inaugurada cárcel La Modelo de Bogotá, a causa de una bronquitis con insuficiencia cardíaca, mientras esperaba el resultado de la nueva audiencia con otro jurado y tras 11 años de encarcelamiento. Dos días después, recibió una ceremonia religiosa en la Basílica del Voto Nacional tras lo cual fue sepultado en el Cementerio Central de Bogotá.

## En la literatura
Sobre la vida criminal de Nepomuceno Matallana y sobre el proceso en su contra se han publicado libros de crónica periodística basados en los reportajes y noticias de la época. En el libro Los Monstruos en Colombia sí Existen de Esteban Cruz Niño (docente de cátedra de la Universidad del Rosario, en Bogotá), se compilaron detalles de la infancia y juventud del asesino, así como la reconstrucción de sus asesinatos, teniendo en cuenta que Nepomuceno es considerado un asesino serial por lo que recuenta este texto de Esteban Cruz Niño.
Así mismo, en el 2014, el escritor y profesor universitario Fernando Iriarte publicó la crónica negra "Mata Mata Matallana", en la que compila, de forma periodística y con estilo literario, los procesos judiciales por los que tuvo que pasar Nepomunceno Matallana, tras el asesinato de Forero y otros casos que se le imputaban.

## En la televisión
En el año 2014 se estrenó en Colombia la serie de televisión, Dr. Mata, basada parcialmente en su historia dirigida por Sergio Cabrera y protagonizada por Enrique Carriazo.